# Bouchet (Drôme)
Bouchet – miejscowość i gmina we Francji, w regionie Owernia-Rodan-Alpy, w departamencie Drôme.
Według danych na rok 1990 gminę zamieszkiwało 670 osób, a gęstość zaludnienia wynosiła 56 osób/km² (wśród 2880 gmin regionu Rodan-Alpy Bouchet plasuje się na 1005. miejscu pod względem liczby ludności, natomiast pod względem powierzchni na miejscu 982.).

## Galeria

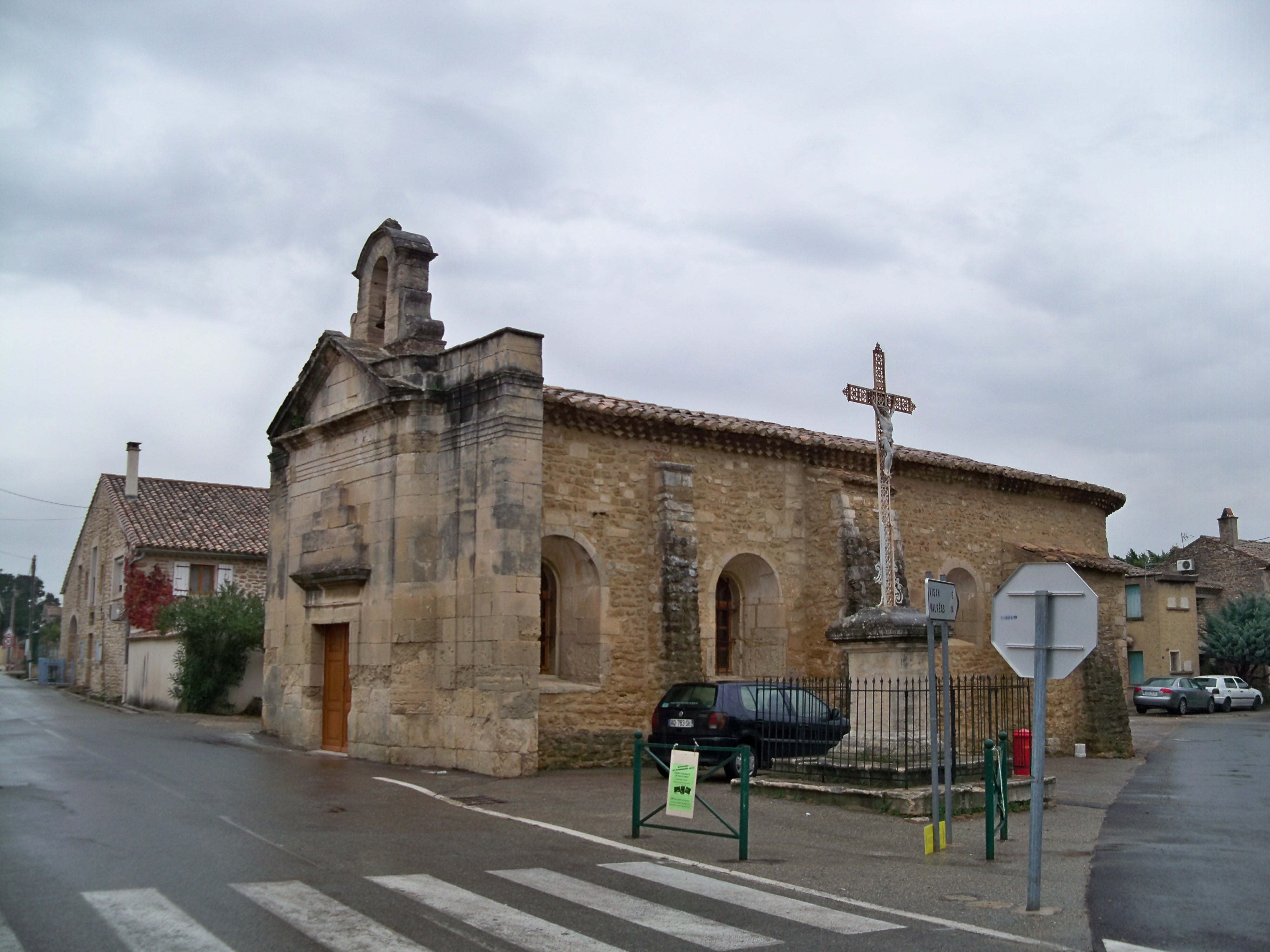
Kaplica św. Sebastiana w Bouchet, 2011
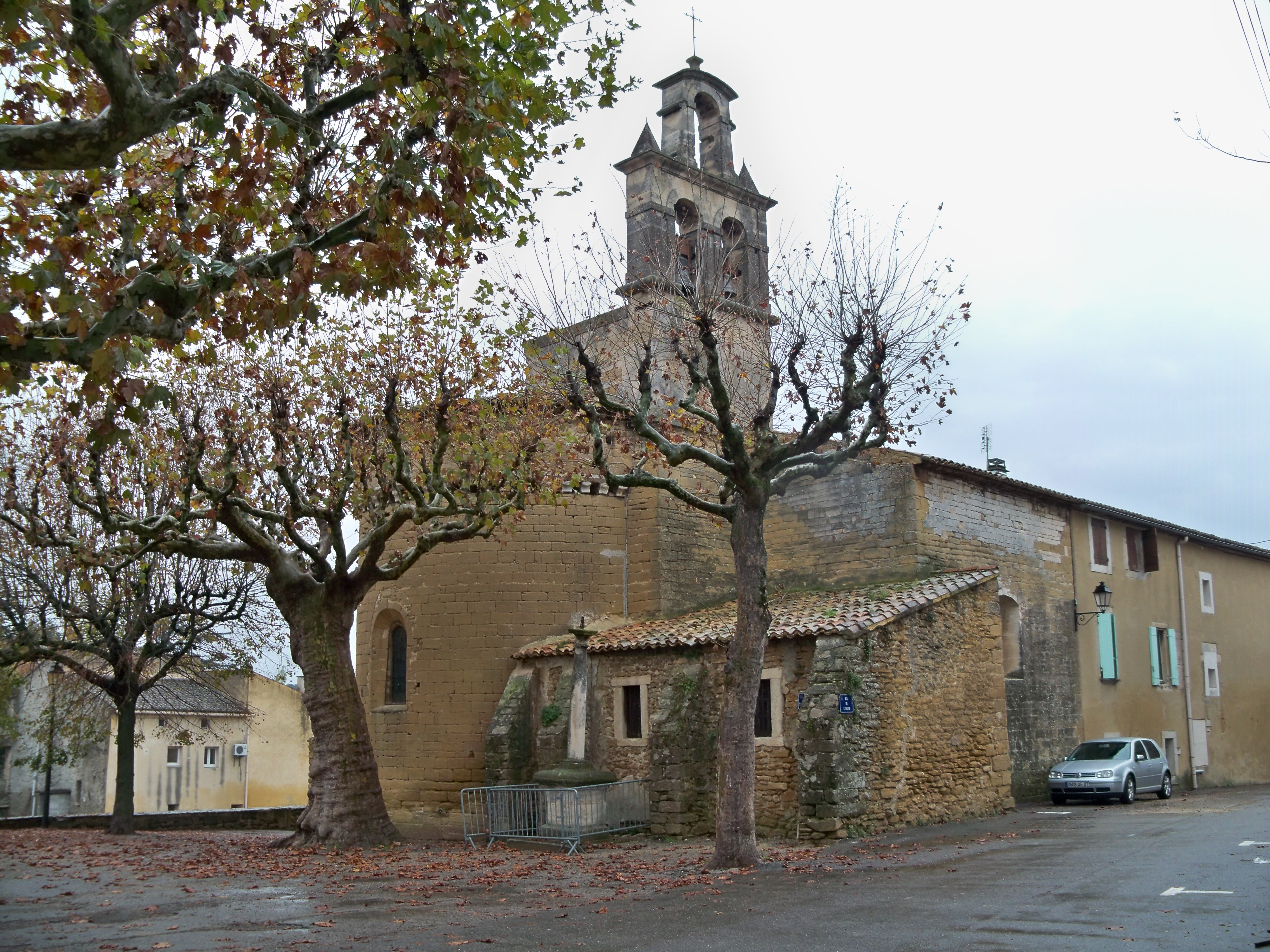
Kościół w Bouchet, 2011
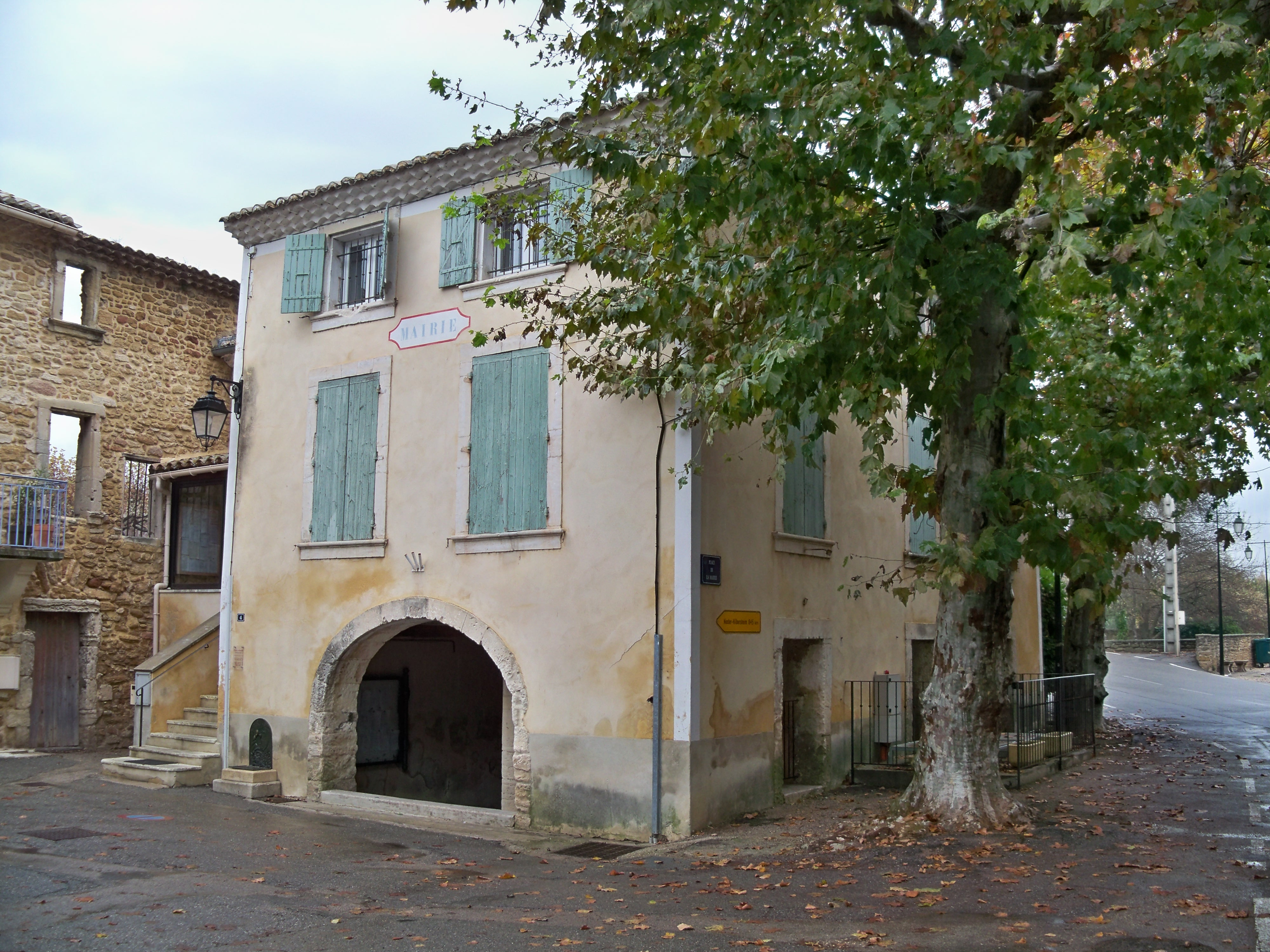
Ratusz w Bouchet, 2011